# Melinda Czink
Melinda Czink (Budapest, 22 ottobre 1982) è un'ex tennista ungherese.

## Biografia
Nel 2003 partecipò all'US Open 2003 - Singolare femminile venendo sconfitta al terzo turno da Lindsay Davenport. Nel 2006 partecipò all'US Open 2006 - Singolare femminile e a quello doppio venendo sconfitta al primo turno in entrambe le occasioni.
Anni dopo, nel 2009, vinse la Bell Challenge 2009 - Singolare sconfiggendo in finale Lucie Šafářová con il punteggio di 4-6, 6-3, 7-5. Nella stessa competizione avrebbe dovuto affrontare nei quarti di finale anche la detentrice del titolo Nadia Petrova, ma l'avversaria si ritirò dalla competizione dopo che la Czink vinse il primo set con il punteggio di 7-6.
Nello stesso anno all'AEGON Classic 2009 - Singolare arriva ai quarti di finale perdendo contro Sania Mirza, mentre nel doppio giocò in coppia con Natalie Grandin. Nell'Australian Open 2009 - Singolare femminile venne sconfitta nei primi turni dalla cinese Jie Zheng.

## Statistiche

### Singolare

#### Vittorie (1)
| Legenda: Dal 2009     |
| --------------------- |
| Grande Slam (0)       |
| Ori Olimpici (0)      |
| WTA Championships (0) |
| Premier Mandatory (0) |
| Premier 5 (0)         |
| Premier (0)           |
| International (1)     |

| N. | Data              | Torneo                 | Superficie    | Avversaria in finale | Score         |
| 1. | 20 settembre 2009 | Bell Challenge, Québec | Sintetico (i) | Lucie Šafářová       | 4-6, 6-3, 7-5 |

#### Sconfitte (1)
| Legenda               |
| --------------------- |
| Grande Slam (0)       |
| Argenti Olimpici (0)  |
| WTA Championships (0) |
| Tier I (0)            |
| Tier II (0)           |
| Tier III (0)          |
| Tier IV (0)           |
| Tier V (1)            |

| N. | Data            | Torneo                                                      | Superficie | Avversaria in finale | Score    |
| 1. | 15 gennaio 2005 | Richard Luton Properties Canberra Women's Classic, Canberra | Cemento    | Ana Ivanović         | 5-7, 1-6 |

### Doppio

#### Sconfitte (1)
| Legenda: Dal 2009     |
| --------------------- |
| Grande Slam (0)       |
| Argenti Olimpici (0)  |
| WTA Championships (0) |
| Premier Mandatory (0) |
| Premier 5 (0)         |
| Premier (0)           |
| International (1)     |

| N. | Data           | Torneo                           | Superficie | Compagno               | Avversari in finale              | Punteggio           |
| 1. | 9 gennaio 2010 | Brisbane International, Brisbane | Cemento    | Arantxa Parra Santonja | Andrea Hlaváčková Lucie Hradecká | 6–2, 6(3)–7, [4–10] |

## Risultati in progressione
| Sigla | Risultato               |
| ----- | ----------------------- |
| V     | Vincitore               |
| F     | Finalista               |
| SF    | Semifinalista           |
| O     | Oro olimpico            |
| A     | Argento olimpico        |
| SF    | Bronzo olimpico         |
| QF    | Quarti di Finale        |
| 4T    | Quarto turno            |
| 3T    | Terzo turno             |
| 2T    | Secondo turno           |
| 1T    | Primo turno             |
| RR    | Round Robin             |
| LQ    | Turno di qualificazione |
| A     | Assente                 |
| ND    | Non disputato           |

| Legenda superfici    |
| -------------------- |
| Cemento              |
| Terra battuta        |
| Erba                 |
| Superficie variabile |

### Singolare nei tornei del Grande Slam
| Torneo          | 2003 | 2004 | 2005 | 2006 | 2007 | 2008 | 2009 | 2010 | 2011 | 2012 | 2013 | 2014 | 2015 | V--S  |
| --------------- | ---- | ---- | ---- | ---- | ---- | ---- | ---- | ---- | ---- | ---- | ---- | ---- | ---- | ----- |
| Australian Open | 1T   | 2T   | A    | 1T   | 1T   | A    | 2T   | 1T   | A    | A    | 1T   | A    | A    | 2-7   |
| Open di Francia | A    | 1T   | A    | 2T   | 1T   | A    | 3T   | 1T   | A    | 2T   | 1T   | A    |      | 4-7   |
| Wimbledon       | A    | 1T   | 1T   | 2T   | 1T   | A    | 1T   | 1T   | 3T   | 2T   | A    | A    |      | 4-8   |
| US Open         | 3T   | 1T   | A    | 1T   | A    | A    | 2T   | A    | A    | 1T   | A    | A    |      | 3-5   |
| Totale          | 2-2  | 1-4  | 0-1  | 2-4  | 0-3  | 0-0  | 4-4  | 0-3  | 2-1  | 2-3  | 0-2  | 0-0  | 0-0  | 13-27 |

### Doppio nei tornei del Grande Slam
| Torneo          | 2003 | 2004 | 2005 | 2006 | 2007 | 2008 | 2009 | 2010 | 2011 | 2012 | 2013 | 2014 | 2015 | V--S |
| --------------- | ---- | ---- | ---- | ---- | ---- | ---- | ---- | ---- | ---- | ---- | ---- | ---- | ---- | ---- |
| Australian Open | A    | 1T   | A    | A    | A    | A    | A    | 2T   | A    | A    | 2T   | A    | A    | 2-3  |
| Open di Francia | A    | A    | A    | 1T   | A    | A    | 1T   | 1T   | A    | A    | A    | A    |      | 0-3  |
| Wimbledon       | A    | A    | A    | 1T   | A    | A    | 1T   | 1T   | 1T   | A    | A    | A    |      | 0-4  |
| US Open         | A    | A    | A    | 1T   | A    | A    | 1T   | A    | A    | 1T   | A    | A    |      | 0-3  |
| Totale          | 0-0  | 0-1  | 0-0  | 0-3  | 0-0  | 0-0  | 0-3  | 1-3  | 0-1  | 0-1  | 1-1  | 0-0  | 0-0  | 2-13 |

### Doppio misto nei tornei del Grande Slam
Nessuna partecipazione

## Vittorie contro giocatrici Top 10
| Stagione | 2009 | 2010 | 2011 | Totale |
| Vittorie | 1    | 0    | 1    | 2      |

| #    | Giocatrice      | Ranking | Evento                      | Superficie  | Turno | Punteggio     | Rank. MCR |
| ---- | --------------- | ------- | --------------------------- | ----------- | ----- | ------------- | --------- |
| 2009 |                 |         |                             |             |       |               |           |
| 1.   | Nadia Petrova   | 10      | Charleston Open, Charleston | Terra verde | 3T    | 3-6, 6-4, 7-5 | 82        |
| 2011 |                 |         |                             |             |       |               |           |
| 2.   | Samantha Stosur | 10      | Torneo di Wimbledon, Londra | Erba        | 1T    | 6-3, 6-4      | 262       |